# Levi Colwill
Levi Colwill, né le 26 février 2003 à Southampton, est un footballeur international anglais qui évolue au poste de défenseur central à Chelsea FC.

## Biographie
Originaire de Southampton, Colwill commence à jouer au football avec le club amateur local de City Central, au coté notamment de Jamal Musiala, en compagnie duquel il va d'ailleurs rejoindre l'académie de Chelsea en moins de 9 ans,.

### Carrière en club
Il passe 10 ans à Cobham au sein de l'académie de Chelsea. Après une saison réussie où il s'impose comme titulaire avec les moins de 23 ans, Colwill est prêté au le club de championship de Huddersfield Town en juin 2021, pour la saison à venir,,. 

#### Prêt à Huddersfield
Il fait ses débuts professionnels avec le club de deuxième division anglaise le 1er août 2021, lors d'une victoire 4-2 aux tirs au but contre Sheffield Wednesday en Coupe de la Ligue. Il marque ensuite son premier but pour Huddersfield le 21 août 2021, un tir du pied droit dans les toutes dernières minutes du match de championnat qui offre la victoire 2-1 aux siens contre Sheffield United.

### Carrière en sélection
Colwill est international anglais en équipes de jeunes dès les moins de 16 ans, avant de connaitre les moins de 17, avec qui il remporte la Syrenka Cup en 2019, alors que les compétitions de jeunes officielles sont ensuite suspendue à cause du covid.
Le 10 novembre 2021, il fait ses débuts avec les moins de 19 ans anglais, lors d'une victoire 4-0 contre Andorre en qualification à l'euro, où il est même le capitaine titulaire. Il marque son premier but avec la sélection six jours plus tard, lors d'une victoire 2-0 contre la Suède.
Ayant déjà été convoqué avec les espoirs anglais dès août 2021,, et ayant dû renoncer à la selection sur blessure, il est néanmoins rappelé après son passage en moins de 19, faisant finalement ses débuts avec les moins de 21 ans le 25 mars 2022, titulaire au cœur de la défense lors d'une victoire 4-1 contre l'Andorre.

## Statistiques
| Saison                | Club                          | Championnat           | Championnat | Championnat | Championnat | Coupe nationale | Coupe nationale | Coupe nationale | Coupe de la Ligue | Coupe de la Ligue | Coupe de la Ligue | Compétition(s) continentale(s) | Compétition(s) continentale(s) | Compétition(s) continentale(s) | Compétition(s) continentale(s) | Coupe du monde des clubs | Coupe du monde des clubs | Coupe du monde des clubs | Angleterre | Angleterre | Angleterre | Total | Total | Total |
| Saison                | Club                          | Division              | M.          | B.          | P.d.        | M.              | B.              | P.d.            | M.                | B.                | P.d.              | Comp.                          | M.                             | B.                             | P.d.                           | M.                       | B.                       | P.d.                     | M.         | B.         | P.d.       | M.    | B.    | P.d.  |
| 2021-2022             | Huddersfield Town (prêt)      | Championship          | 31          | 2           | 1           | -               | -               | -               | 1                 | 0                 | 0                 | -                              | -                              | -                              | -                              | -                        | -                        | -                        | -          | -          | -          | 32    | 2     | 1     |
| 2022-2023             | Brighton & Hove Albion (prêt) | Premier League        | 17          | 0           | 2           | 2               | 0               | 0               | 3                 | 0                 | 0                 | -                              | -                              | -                              | -                              | -                        | -                        | -                        | -          | -          | -          | 22    | 0     | 2     |
| 2023-2024             | Chelsea FC                    | Premier League        | 23          | 1           | 1           | 2               | 0               | 0               | 7                 | 0                 | 0                 | -                              | -                              | -                              | -                              | -                        | -                        | -                        | 1          | 0          | 0          | 33    | 1     | 1     |
| 2024-2025             | Chelsea FC                    | Premier League        | 36          | 3           | 1           | 0               | 0               | 0               | -                 | -                 | -                 | C4                             | 3                              | 0                              | 0                              | 4                        | 0                        | 0                        | 4          | 0          | 0          | 47    | 3     | 1     |
| Sous-total            | Sous-total                    | Sous-total            | 58          | 3           | 2           | 2               | 0               | 0               | 7                 | 0                 | 0                 | -                              | 3                              | 0                              | 0                              | 5                        | 0                        | 1                        | 5          | 0          | 0          | 80    | 3     | 3     |
| Total sur la carrière | Total sur la carrière         | Total sur la carrière | 106         | 5           | 5           | 4               | 0               | 0               | 11                | 0                 | 0                 | -                              | 3                              | 0                              | 0                              | 5                        | 0                        | 1                        | 5          | 0          | 0          | 134   | 5     | 6     |

## Style de jeu
Défenseur central moderne, à l'aise ballon au pied, il est notamment comparé à l'ancienne star de Chelsea John Terry dans sa jeunesse. Il est également capable de jouer au poste de latéral gauche.

## Palmarès
En club
 Chelsea
- Vainqueur de l'UEFA Conférence League en 2024-2025.
- Vainqueur de la Coupe du monde des clubs en 2025.

### En sélection nationale
- Angleterre espoirs
  - Vainqueur du Championnat d'Europe en 2023.